# Reichsbanner Schwarz-Rot-Gold

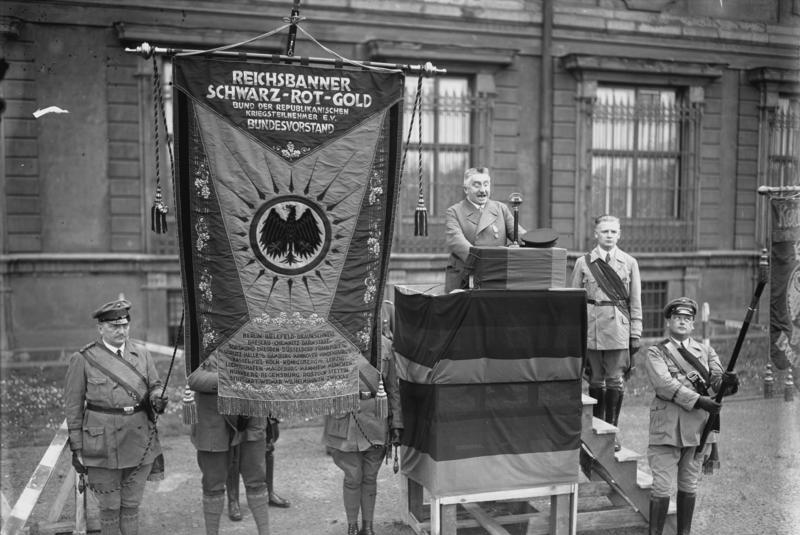
Zgromadzenie Reichsbanneru w 1929 r.

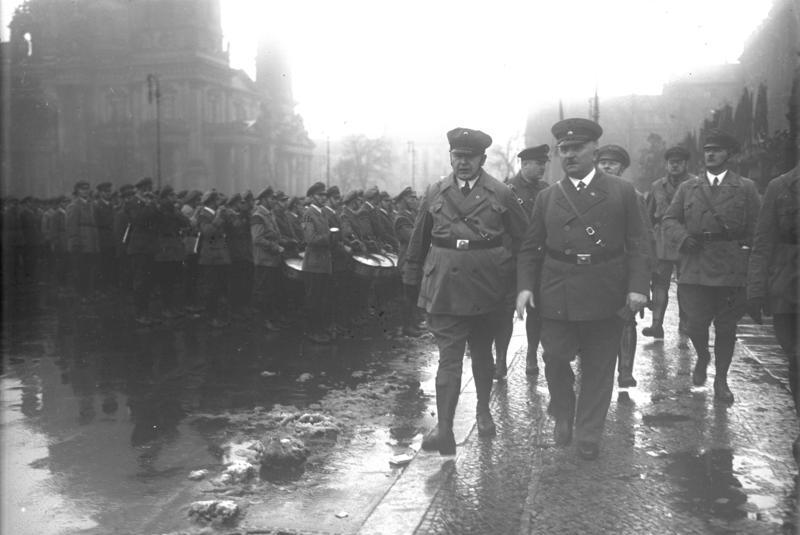
Zgromadzenie Reichbanneru w Berlinie; na czele grupy przywódców przyjmujących apel – Otto Hörsing

Flaga Reichsbanneru (2013)

Reichsbanner Schwarz-Rot-Gold (skrótowo Reichsbanner, z niem. Sztandar Rzeszy Czarno-Czerwono-Złoty) – niemiecka organizacja paramilitarna stronnictw demokratycznych w Republice Weimarskiej, faktycznie zdominowana przez SPD i przy niej afiliowana.
Reichsbanner został powołany w bezpośredniej reakcji na nieudane zbrojne próby obalenia Republiki jesienią 1923 przez skrajną prawicę (pucz Hitlera-Ludendorffa w Monachium) i równolegle komunistów (powstanie komunistyczne w Hamburgu (23–24 października 1923)). Organizacja powstała 24 lutego 1924 r. na zjeździe w Magdeburgu. W zjeździe uczestniczyli członkowie SPD, Zentrum, DDP i związków zawodowych. Dzieliła się na część polityczną i paramilitarną. Organizacja skupiała weteranów wojennych o poglądach republikańskich, miała za cel obronę republiki i miała stanowić przeciwwagę z jednej strony dla Stahlhelmu i SA, paramilitarnych oddziałów związanych ze skrajną prawicą nacjonalistyczną (DNVP) i NSDAP, z drugiej dla Roter Frontkämpferbund, paramilitarnej organizacji KPD. Zarówno bowiem prawica nacjonalistyczna i naziści, jak i na przeciwległym biegunie – komuniści byli przeciwnikami Republiki Weimarskiej i działali czynnie w kierunku obalenia jej instytucji. Występując przeciwko NSDAP w 1932 roku Reichsbanner jako część utworzonego wówczas tzw. Frontu Żelaznego poparł ostatecznie kandydaturę Hindenburga przeciw Hitlerowi w drugiej turze wyborów prezydenckich.
Prezesem sekcji politycznej i jednocześnie Bundesführerem części paramilitarnej Reichsbanneru był do czerwca 1932 Otto Hörsing. Członkiem zarządu organizacji był także Carl Spiecker (1888-1953), w l. 1930-1933 dyrektor generalny w MSW Rzeszy, odpowiedzialny za zwalczanie NSDAP.
W roku 1932 organizacja liczyła ok. 3 mln członków.
Reichsbanner ponownie założono w 1953 roku jako stowarzyszenie edukacji politycznej.